# NGC 97
NGC 97 es una galaxia elíptica que se estima está a unos 230 millones de años luz de distancia en la constelación de Andrómeda. Fue descubierta por John Herschel el 16 de septiembre de 1828 y su magnitud aparente es de 13,5. Tiene alrededor de 90 mil años luz de diámetro.